# Snajper (film 1993)
Snajper (ang. Sniper) – amerykański film akcji z 1993 w reżyserii Luisa Llosy.

## Fabuła
Akcja filmu dzieje się w Panamie. Snajper Marines, sierżant Thomas Beckett wykonuje zlecenia dla amerykańskiej National Security Agency. Kiedy podczas jednej z akcji ginie jego obserwator, kapral Doug Papich, rząd amerykański przydziela mu do kolejnego zadania nowego obserwatora, Richarda Millera z policyjnej jednostki SWAT. Celem Becketta i Millera jest unieszkodliwienie generała Miguela Alvareza, którego bezpośrednim zwierzchnikiem jest kolumbijski baron narkotykowy, Raul Ochoa, stojący na czele rebeliantów zagrażających demokracji w Panamie. Współpraca Becketta z Millerem nie układa się dobrze bowiem Miller okazuje się być niedoświadczonym w walce a „jedyne co osiągnął”, to srebrny medal w strzelectwie na igrzyskach olimpijskich 1988 w Seulu. Miller nie zna hiszpańskiego i nie potrafi bezszelestnie poruszać się po dżungli, czym stwarza zagrożenie dla obu snajperów, a także powodzenia trwającej misji. Sytuacja zaczyna się komplikować, gdy ich tropem rusza Panamczyk DeSilva – snajper wyszkolony przez samego Becketta a będący teraz najemnikiem na usługach rebeliantów.

## Obsada
- Tom Berenger jako Sierżant Thomas Beckett
- Billy Zane jako Richard Miller
- J.T. Walsh jako Chester van Damme
- Aden Young jako Kapral Doug Papich
- Frederick Miragliotta jako Generał Miguel Alvarez
- Carlos Álvarez jako Raul Ochoa
- Edward Wiley jako najemnik DeSilva